# Saffre Frères

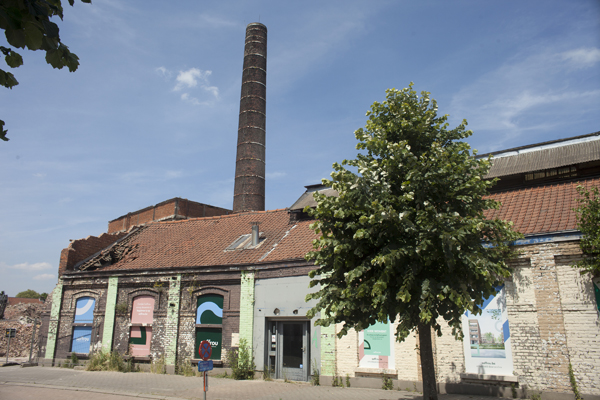
Saffre Frères in 2019

Saffre Frères is een voormalige textielfabriek in de Belgische stad Oudenaarde. Het complex ligt aan de Dijkstraat en de Blekerijstraat in de kern van de stad in het gebied tussen het station en de Schelde.

## Geschiedenis
Eind 19e eeuw was Oudenaarde een bloeiende textielstad, waarbij er tal van bedrijven zich hier vestigden.
Op 23 december 1896 werd er een vergunning verkregen door de Moeskroense gebroeders Saffre om een textielfabriek te bouwen aan de Dijkstraat waar voordien de blekerij Van den Bossche gesitueerd was.
In mei 1897 begon men met de bouw van de weverij.
Aan het begin van 20e eeuw werd de fabriek meermaals uitgebreid.
Na de dood van de gebroeders Saffre kwam de fabriek in het bezit van textielbaron Achille Vleurinck uit Gent.
In 1925 breidde men verder uit met een katoenspinnerij.
In 1929 werd er een kantoor opgetrokken in art-deco-stijl.
In 1946 kreeg het bedrijf een nieuwe naam: Usines Textiles d'Oudenaerde (UTO).
In de jaren 1960 breidde men de fabriek voor het laatst uit met een waterbak bovenop het machinehuis.
Ondertussen ging de Vlaamse textielindustrie teloor.
In 1985 fuseerde de Usines Textiles d'Oudenaerde met de textielfabriek Verenigde Eeklose Weverijen en gingen samen verder onder de naam UTO-VEW. De productie van textiel verplaatste men naar Eeklo en in 1987 stond de fabriek in Oudenaarde leeg.
In 1993 ging UTO-VEW failliet.
Na jaren gebruikt te zijn geweest voor ateliers, repetitieruimtes en meer, kwam in 2017 het fabriekscomplex in handen van projectontwikkelaar Revive. Terwijl het kantoorblok en het machinehuis behouden blijven, zal de rest van het complex gesloopt gaan worden om plaats te maken voor een stadswijk met 265 woningen.